# Marie-Claude Leburgue

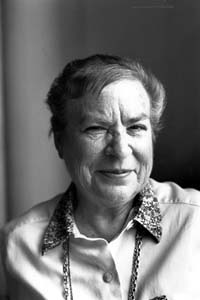
Marie-Claude Leburgue (1990)

Marie-Claude Leburgue (* 26. Januar 1928 in Paris; † 8. Februar 1999 in Lausanne; heimatberechtigt in Genf) war eine Schweizer Radiomoderatorin.

## Leben
Marie-Claude Leburgue wurde als Tochter des Piloten Charles Leburgue und der Suzanne Maubon geboren. Nach ihrer Schulzeit an einer katholischen Privatschule in Paris liess sie sich 1939 in Genf nieder.
Am Institut Jean-Jacques Rousseau erwarb Leburgue das Lizenziat in Psychologie und machte gleichzeitig erste Radioerfahrungen. 1948 wurde sie Chefin der Reportageabteilung von Radio Lausanne, 1956 Verantwortliche für Inlandnachrichten und 1963 Leiterin Programmdienst und Öffentlichkeitsarbeit. Von 1973 bis 1984 stand sie der Abteilung Bildung und Kultur beim Westschweizer Radio vor. Dort arbeitete sie mit der Schriftstellerin und Radiojournalistin Mousse Boulanger zusammen. Ausserdem war sie zwischen 1953 und 1955 als Chefredaktorin der Genfer Zeitung Coopération tätig.
Sie produzierte unter anderem die Radiosendungen L’aventure humaine (mit Jean Rostand), Rendez-vous avec la cinquième Suisse und Étonnements de la philosophie (mit Jeanne Hersch). In ihrer Sendung Réalités engagierte sie sich für das Frauenstimmrecht und trat für Chancengleichheit und individuelle Freiheit ein.